# Copifrontia xantherythra
Copifrontia xantherythra là một loài bướm đêm trong họ Noctuidae.